# 이석신
이석신(李錫申, 1897년 10월 6일~1944년 12월 12일)은 한국의 생화학자이자 의사이다. 그는 한국에서 생화학의 선구자로 여겨져 박사 학위를 받은 최초의 한국인이었다. 포도당 대사와 일반 식품의 화학적 조성에 대한 그의 연구는 한국 식단에서 영양의 과학적 분석에 기여했다.

## 생애
이석신은 조선 평안남도에서 출생했다. 그는 1921년 경성의학전문학교(현 서울대학교 의과대학)에서 의학 학위를 받았다. 졸업 후 그는 일본 도쿄제국대학에서 몇 달 동안 병리학을 공부한 뒤, 1922년에 독일에 건너가 베를린 프리드리히 빌헬름 대학교에서 예비 언어 교육과 화학 및 생리 화학을 공부한 뒤 1926년에 의학 박사 학위를 받았다. 그는 혈당 분해 동안 무기 인산염에 대해 연구하였으며, 1927년까지 베를린 국립병원에서 연구 조교로 활동하였다. 이 기간 동안 그는 포도당에 대한 감광성 물질의 영향에 관한 여러 논문을 발표하였다. 1928년 그는 한국으로 돌아와 경성의과대학의 연구 조교로 활동하였고, 주요 한식이 요법과 신진 대사에 미치는 영향에 대한 연구를 시작했다. 또한 그는 세브란스 의과대학 (현 연세대학교 의과 대학)의 생화학과에서 생리학 강사로 임명되었으며, 이화여자대학교 의과 대학에서 영양학 보조 교사로 임명되었다. 1932년 이석신 박사는 한국인으로서 최초로 박사 학위를 처음으로 받았으며 교토대학교에서 한국인의 식습관 연구에 대해 논문을 발표했다. 당시 그의 지도교수 중에는 게이조대학의 사토 교수가 있었다. 그리고 1933년 세브란스에서 생화학 교수로 임명되어 한국인 최초로 직책을 밭았다. 그는 1944년 12월 12일 47세의 뇌출혈로 사망하기 전까지 세브란스의 학생 담당 학장으로 근무하였다.

## 기여
한국 최초의 생화학 교수이자 한국에서 새로 조직된 연구 분야로서 생화학의 기초를 설립하는데 기여하였다. 그의 연구는 중개 탄수화물 대사의 초기 측면에 대해 다루었으며, 오토 프리츠 마이어 호프, 오토 하인리히 워버그, 한스 아돌프 크렙스의 노벨상 수상 연구의 주제이기도 하였다. 한국으로 귀국 후, 포도당 대사에 영향을 미치는 요인에 대한 관심을 유지하면서 한국식이 요법에 관한 연구를 계속하면서 연구를 계속해나갔으며, 1928년 한식의 영양 요소를 식별하고 정량화하는 문제와 신진 대사에 미치는 영향을 조사했다. 그는 교습과 편집 외에도 간단한 경력을 통해 최소 10개 이상의 과학 논문과 기사를 여러 언어로 작성하고 공동 저술했다.

## 참고 자료
- Jeong, GC (1985). 《Pioneers of Korean Healthcare》. Seoul: Dong-Bang Eui-Seo Press. 627–635쪽.
- Yeh, Byung-Il (2017). “Suksin Lee, the First Ph.D. and Full-Time Professor of Biochemistry in Korea, Editorial Series: Frontiers of Medicine in Korea”. 《Yonsei Medical Journal》 58 (3): 475–478. doi:10.3349/ymj.2017.58.3.475. PMC 5368130. PMID 28332350.
- Lee, Suksin (1926). 《Ueber Glykolyse》 (Dr. med.) (독일어). Friedrich-Wilhelms Universität zu Berlin.
- 李, 錫申 (1932). 《朝鮮人ノ習慣食ニ就テノ研究, レポートI, II》 (Ph.D.) (일본어). 京都帝国大学.
- Lipmann F (1975). “Reminiscences of Embden's formulation of the Embden-Meyerhof cycle”. 《Mol. Cell. Biochem.》 6 (3): 171–5. doi:10.1007/bf01732075. PMID 165399. S2CID 23870545.Lipmann, F. (1 July 1976).
- “The Journal of Severance Union Medical College” 3. 1935–1937.